# Тауйхабль
Тауйха́бль — аул в Теучежском муниципальном районе Республики Адыгея России. Входит в состав Джиджихабльского сельского поселения. Основан в 1850 году.

## География
Аул находится на берегу Краснодарского водохранилища реки Кубань, на расстоянии 8 км к северу (по прямой) от аула Понежукай, административного центра района.

## Население
| 2002 | 2010 | 2013 | 2014 | 2015 | 2016 | 2017 |
| ---- | ---- | ---- | ---- | ---- | ---- | ---- |
| 191  | ↗204 | ↗206 | ↗211 | ↗212 | ↗215 | ↘202 |
| 2018 | 2019 | 2020 | 2021 | 2023 | 2024 |      |
| ↘197 | ↘195 | ↗197 | ↗202 | ↗204 | ↘198 |      |

### Национальный состав
По данным Всероссийской переписи 2021 года:
| Народ               | Численность, чел. | Доля от всего населения, % |
| ------------------- | ----------------- | -------------------------- |
| адыги (черкесы)     | 187               | 92,57 %                    |
| русские             | 11                | 5,45 %                     |
| другие / не указано | 4                 | 1,98 %                     |
| всего               | 202               | 100,0 %                    |

## Улицы
- ул. Куйбышева,
- ул. Мира,
- ул. Набережная,
- ул. Октябрьская,
- ул. Пролетарская.

## Известные уроженцы
- Хапай, Арамбий Юсуфович (род. 1953) — советский самбист и дзюдоист, тренер.